# Charles A. Beard
Charles Austin Beard, född den 27 november 1874, död den 1 september 1948, amerikansk historiker, vid sidan av Frederick Jackson Turner en av Amerikas inflytelserikaste historiker.

## Progressiv historiografi

### Om författningens fäder
Under den progressiva rörelsens skede i början av 1900-talet upptäckte några historiker att den statsstyrelse som skapats genom författningen inte hade visat så stor hänsyn till folkets vilja som de ansåg tillbörligt i en demokrati. Flera kritiska studier över författningen utarbetades och 1913 utkom Beards arbete An Economic Interpretation of the Constitution. För var och en av konventets 55 ledamöter, de s.k. "founding fathers", gjorde Beard upp en förteckning över deras förmögenhetsinnehav och ägnade särskild uppmärksamhet åt innehav av statsobligationer. I viss utsträckning lät Beard materialet tala för sig självt och avstod från att uttala generella anklagelser mot författningens fäder. Icke desto mindre framstod det tydligt att vid författningskonventet hade de rika omgestaltat landets styrelse på ett sätt som var ägnat att skydda och främja deras egna ekonomiska intressen. När verket kom ut angreps den emedan det historiska materialet hade utnyttjats på ett felaktigt sätt, men trots detta kom boken snart att inta ställningen som ett av de mest inflytelserika arbeten som någonsin skrivits om Amerikas historia. 
1915 följdes den av Economic Origins of Jeffersonian Democracy, som använde samma metoder i syfte att påvisa att det sedan konventets tid hade pågått en ekonomisk klasskamp mellan de rika plantageägarna och de rika kapitalisterna, en kamp som längre fram blev den huvudsakliga grundvalen för motsättningen mellan Jeffersons parti och det federalistiska partiet. Merrill Jensen har framlagt ett omfattande material som stöder denna tes. Samtidigt har emellertid Beards tes blivit utsatt för skarpa angrepp. I Charles Beard and the Constitution (1956) utsatte Robert E. Brown An Economic Interpretation of the Constitution för en förödande kritik, kapitel för kapitel. Enligt flertalet historikers uppfattning har Beards tes blivit allvarligt skakad, men det finns ingen anledning att anta att sista ordet har sagts i denna tvistefråga.

### Om amerikanska inbördeskriget
Det fanns bland historikerna två riktningar som vände sig mot uppfattningen att amerikanska inbördeskriget hade framkallats av den moraliska frågan om slaveriet. Gränsbygdsskolan och den ekonomiskt deterministiska skolan som leddes av Charles Beard och Mary Ritter Beard, författarna till det oerhört inflytelserika arbetet The Rise of American Civilization. Båda skolorna uppfattade kriget som en följd av en bristande jämvikt inom nationen. För Beard handlade det om en strid mellan "sociala grupperingar som hade sin grund i olikheter beträffande klimat, jordmån, industrier och arbetsorganisation." År 1860, vid en tid då affärsmännen i nordstaterna snabbt utvidgade sitt herravälde över landets ekonomiska liv, höll "plantageägarintresset" på att befästa sin politiska maktställning. Kriget var en "andra amerikansk revolution", genom vilken de ekonomiskt dominerande grupperna av affärsmän övertog den politiska makten i landet.